# Pełna asocjacja
Pełna asocjacja (en. Fully Asociative) – metoda odwzorowania pamięci RAM w pamięci podręcznej procesora polegająca na składowaniu dowolnej linijki pamięci RAM do pamięci podręcznej.
Ma zastosowanie w blokach pamięci do 4KB. Jej zaletą jest szybki dostęp do odległych fragmentów pamięci (lepszy niż w mapowaniu bezpośrednim). Wadą – konieczność przeszukiwania tablicy bloków przechowywanych w pamięci podręcznej.